# Just Me (Tina Arena)
Just Me è il quinto album in studio della cantante australiana Tina Arena, pubblicato nel 2001.

## Tracce
Versione australiana 
1. Dare You to Be Happy – 4:13 (Tina Arena, Peter-John Vettese)
2. Soul Mate #9 – 3:25 (Arena, Peter Amato, Desmond Child)
3. But I Lied – 3:35 (Arena, Craig Bartock, Amy Powers)
4. God Only Knows – 4:11 (Arena, Jeremy Mathot, Remi Lacroix & Angela Lupino)
5. Symphony of Life – 4:45 (Arena, Vettese)
6. You Made Me Find Myself – 3:52 (Arena, Child, Ty Lacy)
7. If You Ever – 4:48 (Arena, Ben Robbins, Pam Sheyne)
8. Tangled – 4:29 (Arena, Randy Cantor, Robbie Neville)
9. I'm Gone – 3:29 (Arena, Mark Hudson, Victoria Shaw)
10. Something's Gotta Change – 3:30 (Arena, Russ DeSalvo, Arnie Roman)
11. Woman – 3:42 (Arena, Trina Harmon, Tyler Hayes)